# Hiệp hội bóng đá Papua New Guinea
Hiệp hội bóng đá Papua New Guinea (tiếng Anh: Papua New Guinea Football Association) là tổ chức quản lý, điều hành các hoạt động bóng đá ở Papua New Guinea. Hiệp hội quản lý đội tuyển bóng đá quốc gia nam và nữ, tổ chức các giải bóng đá như vô địch quốc gia và cúp quốc gia. Hiệp hội bóng đá Papua New Guinea gia nhập FIFA năm 1963 và OFC năm 1966.